# Хрупищки археологически музей
Хрупищкият археологически музей (на гръцки: Αρχαιολογικό Μουσείο Άργους Ορεστικού) е музей в град Хрупища, Костурско, Гърция.
Музеят се състои от четири части, представящи историята на Хрупищко. Първата част (1100 – 550 г. пр. Хр.) представя голям набор от бронзови бижута и ритуални предмети, върхове на копия, керамика, както и мъжки, женски и детски погребения. Втората част е посветена на античното царство Орестида (550 – 359 г. пр. Хр.) и в нея са изложени антична статуетка, ранни надписи, мраморен сфинкс, погребални стели и артефакти от гробници от класическата епоха. От 359 до 200 г. пр. Хр. Орестида е част от царство Македония. В този раздел са изложени връх на сариса и уникален фалангов щит на пеонски пехотинец, както и различни писмени паметници. В последния раздел са изложени антики, датиращи от завоюването на Орестида от римляните в 200 г. пр.н.е. до създаването на Диоклецианопол около 300 г. сл. Хр. В римско време областта до голяма степен запазва своята административна независимост, което се вижда от запазения Орестийски декрет (48 – 54 г.), но също така и от Ватинския декрет (193 г.) – най-важният надпис с политическо съдържание в Западна Македония.